# Question (Lloyd Price)
Question è un singolo del 1960 di Lloyd Price scritta da Harold Logan. La registrazione di Price fu pubblicata come singolo della ABC-Records, raggiungendo il 5# posto sulla classifica del Billboard R&B Singles e la 19# sulla Billboard Hot 100. La canzone combina un arrangiamento musicale rhythm and blues con un coro di sottofondo di stile pop
Sono state registrate molte versioni della canzone, tra cui quella di Emile Ford.